# Borkou-Ennedi-Tibesti
Pour les articles homonymes, voir BET.
Le Borkou-Ennedi-Tibesti (BET) est une ancienne unité administrative du Tchad.
La région est restée sous administration militaire française jusqu’en 1965, soit cinq ans après la déclaration d'indépendance du Tchad.
Entre 2002 et 2008, le Borkou-Ennedi-Tibesti a été l'une des 18 régions du Tchad (décrets N° 415/PR/MAT/02 et 419/PR/MAT/02) avec comme chef-lieu la ville de Faya-Largeau.
En février 2008, la région du Borkou-Ennedi-Tibesti a été démembrée pour faire place à trois nouvelles régions : le Borkou, l'Ennedi et le Tibesti.

## Subdivisions
La région du Borkou-Ennedi-Tibesti était, en février 2008, divisée en quatre départements :
| Département  | Chef-lieu    | Sous-préfectures                                        |
| ------------ | ------------ | ------------------------------------------------------- |
| Borkou       | Faya-Largeau | Borkou Yala, Faya-Largeau, Kouba Olanga, Yebibou, Yarda |
| Ennedi Est   | Bahaï        | Bahaï, Bao Billiat, Kaoura, Mourdi, Bourdani, Amdjarass |
| Ennedi Ouest | Fada         | Fada, Gouro, Kalait, Ounianga Kébir                     |
| Tibesti      | Bardaï       | Aouzou, Bardaï, Wour, Zouar, Zoumri                     |

## Démographie
La population de la région était de 70 603 habitants en 1993 (RGPH), dont 59 479 sédentaires et 11 124 nomades.
Les groupes ethnico-linguistiques principaux sont les Daza (55,96 %), les Teda (22,63 %), les Zaghawa (0,1 %) et les Arabes (2,57 %).

## Administration

### Préfets du Borkou-Ennedi-Tibesti (1960-2017)
- 1960 :
- 1988 : Baal Zahr Papy
- 1989 : Michel Hassan Djangbei
- juillet 1993 : Allafoza Worimi
- 10 août 1994 : Mahamat Nouri
- 1998: Maïdé Hangatta
- 2001-2003 : Général Hamid Lony
- 2017-2019:Hissein Hamit Lony

### Gouverneurs du Borkou-Ennedi-Tibesti (depuis 2002)
- 2002 : Général Hamid Lony
- 11 juin 2007 : Djibert Younous Djibert